# Xã Bull Creek, Quận Tripp, South Dakota
Xã Bull Creek (tiếng Anh: Bull Creek Township) là một xã thuộc quận Tripp, tiểu bang Nam Dakota, Hoa Kỳ. Năm 2010, dân số của xã này là 32 người.